# Martijn Nekoui
Martijn Daniël Nekoui (Papendrecht, 1989) is een Nederlandse ondernemer, creatief directeur en veroordeelde zedendelinquent.

## Levensloop

### Jeugd
Nekoui groeide op in Papendrecht en ontwikkelde al op jonge leeftijd een interesse in mode. Hij volgde middelbaar onderwijs aan het Johan de Witt-gymnasium in Dordrecht en studeerde vervolgens communicatiewetenschap aan de Universiteit van Amsterdam. Later stapte hij over naar het Amsterdam Fashion Institute (AMFI), waar hij in 2012 afstudeerde.

### Carrière
In 2013 richtte Nekoui MOAM (MOde AMsterdam) op als afstudeerproject. Dit platform verbond jonge ontwerpers met gevestigde modeprofessionals, zoals Viktor & Rolf, Mart Visser en Jan Taminiau. MOAM organiseerde diverse mode-evenementen en tentoonstellingen, waaronder de expositie 'Generation', waar werk van recent afgestudeerde talenten werd getoond.
MOAM werkte samen met merken zoals HEMA, waarvoor onder andere het 'rookworst-shirt' werd ontworpen. MOAM ontwierp ook een collectie voor het Nationaal Comité 4 en 5 mei.
In 2019 publiceerde hij het koffietafelboek MOAM contemporary fashion & arts in Amsterdam, waarin de hoogtepunten van vijf jaar MOAM werden gepresenteerd, samen met werk van opkomende fotografen en kunstenaars.
Op woensdag 13 oktober 2021 maakte het MOAM-bestuur bekend dat MOAM op houdt te bestaan. Sponsors wilden niet meer met Moam samenwerken, nadat directeur Martijn N. door tientallen mannen was beschuldigd van seksueel geweld.

### Privéleven
In 2021 werd Nekoui beschuldigd van seksueel grensoverschrijdend gedrag na publicaties in onder andere NRC en Het Parool. Deze beschuldigingen leidden tot een gerechtelijk onderzoek en een rechtszaak in 2024. Het Openbaar Ministerie eiste een gevangenisstraf van acht jaar op basis van meerdere beschuldigingen van verkrachting en ontucht met minderjarigen. Op woensdag 23 oktober 2024 werd Nekoui veroordeeld tot anderhalf jaar gevangenisstraf, waarvan acht maanden voorwaardelijk, voor ontucht met twee minderjarigen. Op dinsdag 5 november werd bekendgemaakt dat het OM in hoger beroep gaat tegen de uitspraak van de rechtbank. 